# 25746 Nickscoville
25746 Nickscoville este o planetă minoră (asteroid), cu un diametru de 6,791 km, din centura de asteroizi. A fost descoperită pe 7 ianuarie 2000 la Stația Anderson Mesa de Lowell Observatory Near-Earth-Object Search și a fost numită după Nick Scoville⁠(d). 
Obiectul prezintă o orbită caracterizată de o semiaxă mare de 3,0951864 UAi, o excentricitate de 0,16, o înclinație de 17,09326 ° în raport cu ecliptica.